# Suloctidilo
El suloctidilo fue un aminoalcohol que contenía azufre y que fue comercializado a principios de la década de 1970 como vasodilatador por la empresa belga Continental Pharma.: 118–121 
Continental fue adquirida por Monsanto en 1984, principalmente por las expectativas de ventas del suloctidilo, que en ese momento estaba aprobado en el continente Europeo, pero no en Estados Unidos. Sin embargo, en 1985 Monsanto detuvo su desarrollo y retiró el medicamento a nivel mundial tras informes de toxicidad hepática.: 251 